# Juan Jarvis
Juan Jarvis (ur. 6 grudnia 1950) – kubański lekkoatleta, który specjalizował się w rzucie oszczepem.
Dwukrotnie zdobywał złoty medal mistrzostw Ameryki Środkowej i Karaibów. W dorobku ma też srebrny krążek igrzysk panamerykańskich (1975). Rekord życiowy: 85,60 (20 stycznia 1980, Hawana).